# Вернер, Евгений Антонович
Евгений Антонович Вернер (1861—1908) — писатель-юморист, издатель, изобретатель мотоцикла. 

## Биография
Брат М. А. Вернера. Из дворян; сын коллежского асессора, служившего в Херсонской губернии. С начала 1880-х гг. семья Вернеров жила в Москве. Учился в Житомирской гимназии (1872―1876), в реальном училище (1876―1878). Секретарь редакции журнала «Зритель» (1881―1885).
Наиболее активный период творческой деятельности Вернера ― первая половина 1880-х гг. Его юмористические рассказы, сценки, зарисовки с натуры, заметки, шутки, анекдоты, стихи были неизменной принадлежностью журналов «Зритель» (1881―1885), «Колокольчик» (1882), «Стрекоза» (1882―1885), «Москва» (1882―1883), «Осколки» (1883), «Будильник» (1883―1884), «Наблюдатель» (1883―1884), «Развлечение» (1883―1884), «Мирской толк» (1883―1884), «Волна» (1884―1885), «Иллюстрированный мир» (1886). Герои произведений Вернера ― чиновники, интеллигенты, студенты, купцы. Печатался также в «Московской газете» (1882―1883), «Новостях дня» (1883―1885), «Московском листке» (1882―1890), где опубликовал «Из-за миллионов. Повесть из замоскворецкой жизни» (1890), и в других периодических изданиях. В 1883 году Вернер обратил на себя внимание А. П. Чехова, который, рекомендуя его Н. А. Лейкину как талантливого юмориста, отметил, однако, отсутствие чётких общественных идеалов в творчестве Вернера.

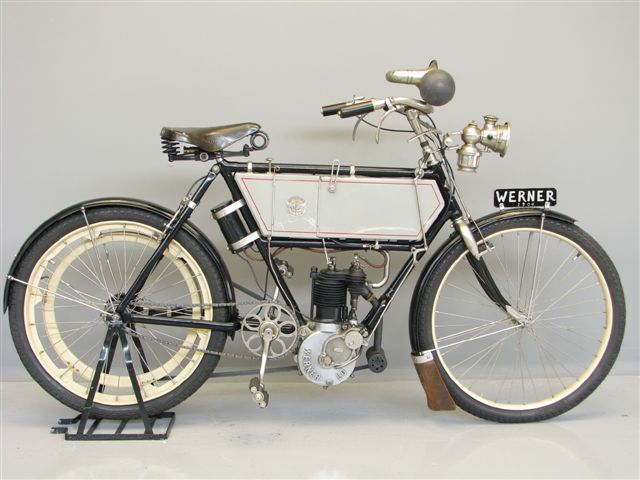
Мотоциклет братьев Вернер 1904 года

Поселившись в Москве, совместно с братом М. А. Вернером приобрели типографию на Арбате. Одним из первых их начинаний было возобновление в 1885 г. в Москве издания журнала «Вокруг света», выходившего в 1860–1869 гг. в Петербурге. Братья издавали журнал «Сверчок» (1886―1891), в котором активно выступал и как автор (под многочисленными псевдонимами и без подписи), «Вокруг света» (1885―1891) и «Друг детей» (1888). В 1891 году «Сверчок» прекратил своё существование, а право на издание журнала «Вокруг света» перешло в июне 1891 года к издателю И. Д. Сытину.
Братья Евгений и Михаил Вернеры, закрыв издательский бизнес в России, переехали во Францию (1891). В 1896-м году братья Вернеры стали работать над своей версией мотоцикла. Спустя год они выпустили первую модель на рынок. Братьям Вернерам приписывают первое использование слова «Мотоцикл» в 1897 году. Всего за несколько лет братья сумели собрать более трёх тысяч мотоциклов. В 1901 году они представили публике новую модель, которую можно было назвать революционной. В конструкцию мотоцикла было внесено значительное изменение: двигатель установили не на переднюю часть рамы, а между двух колес. Продукция братьев Вернеров пользовалась популярностью как в Европе, так и в Америке. Этот успех позволил фирме «Вернер Моторс» в 1906 году приступить к выпуску автомобилей. После смерти обоих братьев, Михаила (1905) и Евгения (1908), компания Вернер Моторс потерпела крах.